# Route européenne 68
Pour les articles homonymes, voir E68 et Route 68.
La route européenne 68 (E68) est une route reliant Szeged à Brașov.